# Somas Instrument
Somas Instrument AB är ett familjeföretag från Säffle i Värmland som producerar och utvecklar ventiler. Företaget grundades den 14 december 1945 under namnet  Sliperi Och Mekaniska Arbeten Säffle av Sven Ragnar Hägg och Folke Carlén. Den ursprungliga produktionsinriktningen var slipning och polering av matbestick. 
Somas AB har sitt huvudkontor och produktion i Säffle med över 160 anställda. Företaget har en säljorganisation i Kina. 
Nuvarande VD för företaget är Peter Hägg.   